# 和歌山県道222号城すさみ線
和歌山県道222号城すさみ線（わかやまけんどう222ごう じょうすさみせん）は、和歌山県西牟婁郡白浜町から西牟婁郡すさみ町に至る一般県道である。

## 概要
西牟婁郡白浜町城から西牟婁郡すさみ町周参見に至る。
山間部を通り、全線にかけて道が狭いが、路線バスが通っているので、JR西日本紀勢本線 周参見駅への生活道路として利用される。
起点から西牟婁郡すさみ町太間川までの町の境界部分は、未開通である。

### 路線データ
- 起点：和歌山県西牟婁郡白浜町城（和歌山県道36号上富田すさみ線交点）
- 終点：和歌山県西牟婁郡すさみ町周参見（国道42号交点）
- 実延長：12.951 km

## 歴史
- 1959年（昭和34年）5月14日 - 和歌山県が一般県道として城すさみ線を認定[1]。

## 路線状況

### 道路施設

#### 橋梁
- 入谷橋（太間川、西牟婁郡すさみ町）
- 松の本橋（太間川、西牟婁郡すさみ町）

## 地理

### 通過する自治体
- 和歌山県
  - 西牟婁郡白浜町 - 西牟婁郡すさみ町

### 交差する道路
| 交差する道路                 | 市町村名 | 市町村名 | 交差する場所 | 交差する場所 |
| ---------------------------- | -------- | -------- | ------------ | ------------ |
| 和歌山県道36号上富田すさみ線 | 西牟婁郡 | 白浜町   | 城           | 起点         |
| 和歌山県道38号すさみ古座線   | 西牟婁郡 | すさみ町 | 周参見       | [ 注釈 1 ]   |
| 国道42号                     | 西牟婁郡 | すさみ町 | 周参見       | 終点         |

### 交差する鉄道
- 紀勢本線

### 沿線
- JR西日本紀勢本線 周参見駅